# 魔界の主役は我々だ!
『魔界の主役は我々だ！』（まかいのしゅやくはわれわれだ）は、西修（原作）、津田沼篤（作画）による日本の漫画。通称『魔主役』。『週刊少年チャンピオン』（秋田書店）にて、2020年6号から2025年14号まで連載。2025年6月時点で累計部数は400万部を突破している。
西修作の『魔入りました!入間くん』のスピンオフ作品で、YouTubeやニコニコ動画などにゲーム実況動画などを投稿する動画製作グループ「○○の主役は我々だ!」（以下「我々だ！」）とのコラボ作品である。「我々だ！」の動画にイラストを寄稿していた津田沼篤が漫画執筆、「我々だ！」のメンバーであるコネシマが原作監修を担当。「我々だ！」一部メンバーの「まじめにヤバシティ」への移籍に伴いシャオロンら登場人物のモデルになっているメンバーが「我々だ！」を離れた影響で、作家と会社による協議の結果、2024年10月より「連載終了に向けて物語をまとめる方針」がとられている。その予告通り、2025年3月6日発売の14号にて完結。同年6月5日発売の27号では、単行本第22巻の発売を記念して読み切りを掲載。
『週刊少年チャンピオン』2021年35号、2022年51号、2023年35号、2023年45号、2024年13号、2024年28号、2024年38号、2024年51号、2025年27号では、本作の特別編となる読み切り「トントンの相談飯の夜明けぜよ」を掲載。トントンが原作を務め、西修と津田沼篤が原案、南郷晃太が漫画を担当。
2024年6月、ポプラ社より小説化されることを発表、10月より『ポプラキミノベル』（同社）にて順次刊行されている。

## 登場人物
本作オリジナルキャラクターのみ記述する。魔入りました!入間くん#登場人物も参照のこと。なお、本作オリジナルキャラクターのうち、レギュラーキャラクターは全て「〇〇の主役は我々だ!」のメンバーがモデルとなっているほか、ゲスト悪魔は「我々だ！」とコラボ実況を投稿したゲーム実況者がモデルとなっている。

### 主要キャラクター
トイフェル・シャオロン
位階：ベト（2）/ 使い魔：バンビタン（ヴェノムドラゴン）
本作の主人公。悪魔学校1年生。D組。特徴はオーバーオールと角まで覆うニット帽。誰よりも目立つことを目標としており、いつも目立っている入間を勝手にライバル視している（向こうはシャオロンの存在すら気づいていない）。入学当初、生徒会に入りたい、さらに向こうからスカウトが来てほしいという思いからトラブルを止めようとして危機に陥り、それを救われた我々師団の団長グルッペンを生徒会の人物だと思い込む。そしてグルッペンにスカウトされ、我々師団に入ることとなってしまった。目標に向かって進む情熱を持ち合わせている。小さいころから少年魔球チームに入っているため、ボールを投げるのが非常に上手い。
音楽祭ではキーパー（KP）。
家系能力は「憎悪喰い（ヘイトイーター）」。相手から憎悪や怒りなどの気持ちを向けられると魔力が増加し、逆に好意を向けられると魔力が減るという能力。人気者になりたいという野望とは正反対の家系能力故に幼少期は苦労していた。ゲームセンターでのバイト経験（お邪魔役）があるがトントンに景品をとられ、初日にクビとなる。
レイラー・ウツ
位階：ベト（2）/ 使い魔：なし
悪魔学校1年生。D組。通称「大先生」。クズでプレイボーイな淫魔（インキュバス）。入学直後の時点で彼女は48人（Utu48）もいるなど非常にモテるが、欲望に忠実すぎるため女子に愛想を尽かされる場面も初期はあった。シャオロンに巻き込まれる形で我々師団に入った。不真面目な態度で飛行試験に挑んだために最低位階をとってしまい、一時期女の子にモテなくなった。そこで再びモテるようになるため位階を上げたいと思い、次の位階昇級授業の「処刑玉砲」で位階アップを目指すが、練習でシャオロンにボコボコにされる。その後グルッペンに捕まりショッピ、チーノとともにDDR（デビル・ダンス・レボリューション）で練習し、ダンスによってボールを避ける技術を手に入れた。ただし、投げ方が分からなかったため勝利はできず、位階アップにもならなかった。これ以来ショッピ、チーノとつるむことが増えた。シャオロンとは腐れ縁。シャオロンの家系能力を知っており、うっかり口外しそうになった時はかなり焦っていた。
音楽祭ではプレイヤー（以下PL）。三流作曲家、ウツロを演じる。
家系能力は「立場的アドバンテージ（通称:TA）」。「ウツよりも立場が下である」と自覚がある相手に恋慕や尊敬の念を抱かせて、自分に服従させる洗脳系能力。巧くいけば格上でも対応できるが、維持が難しい他、ウツの位階が低く、普段から舐められやすい性格なため下準備をしないと発動も厳しい能力。音楽祭を経て、己の「演技力」で相手を圧倒し服従させる技術を得た。
シュヴァイン・トントン
位階：ベト（2）/ 使い魔：トン（デビルポーク）
悪魔学校1年生。D組。我々師団の一員で、魔獣のデビルポークにそっくりである。大食いで、お節介焼きな性格。童帝。入学式の前日に英気を養うため家の食べ物を食い尽くし、翌日食料がなくて倒れているところをグルッペンに餌付けされて助けられて我々師団に入った。瓜二つの使い魔・トンを溺愛している（トンは、サバトンに行っていたことが101話で判明。人気を集めていた）。魔具の扱いが非常に上手で、ショッピに頼まれて我々師団の勧誘動画を作ったり、お悩み相談で魔具の修理をしたりしている。
音楽祭ではPL。はみだし者、ウィンストンを演じる。
家系能力は「高脂質（ハイカロリー）」。食べた物のエネルギーをそっくりそのまま魔力に変換する。食べれば食べるだけ魔力が増強される能力増強スキルである。魔力消耗の激しい使い魔召喚をトントンが常に維持できているのはこの家系能力のおかげである。苦レーンゲームが得意
ボンベ・ゾム
位階：ベト（2）/ 使い魔：ブタミンゴ
悪魔学校1年生。D組。顔に認識阻害系の魔術がかかっている家系なのでいつも目元の表情は不明瞭である。爆弾を扱うのが得意で、悪戯好き。潔癖症であるため、師団室が汚れているのが嫌いである。周囲から怖がられているためいつも一人ぼっちで、初めてD組の教室に入る時も教室を爆破し、担任のブルシェンコ先生に怒られていた。だが、飛行試験でペアになったシャオロンに仕返しをされ、シャオロンを遊び相手として気に入るようになる。ラッダァ先生に強制的にアスレチック師団の見学をさせられ、その魅力にも引かれたが、シャオロンと同じ師団がいいと言って我々師団に入ることとなった。「這い寄る脅威（カオス・クリーパー）」の異名を持つ。使い魔のブタミンゴは豚とフラミンゴが合わさったような姿をしている。
音楽祭ではPL。経歴不明の魔獣ハンター、ゾルムを演じる。
家系能力は「爆弾生成（ボムスポナー）」。あらゆる爆発物の生成が可能で、ゾムの知識や魔力によって作れるものの性能が変わる。作中ではミサイル型爆弾の他、秘蔵の技だというマグマが入ったガラス製の爆弾「溶岩遊泳（マグマダイブ）」、大型水爆弾の「祈祷師の涙」も披露した。アスレッチク師団のラッダァ先生に狙われている。ホラー態勢無し。クラスメイトと仲良くなったきっかけはエロゲという共通の趣味。
クライン・ロボロ
位階：ベト（2）/ 使い魔：ロボロフスキー（デビルハムスター）
悪魔学校1年生。C組。「天」と書かれた雑面を付けている。声は大きく背は低い。筋肉を鍛えるのが好きな、ストイックで合理的な悪魔。体術の他に音楽にも長けている。元筋肉格闘師団部員。ペイントの弟分である。ペイントに教えてもらった我々師団を見学し、最初は「無法者集団」としてその場を去ろうとしたが、説得の上「師団には入らずに」協力することとなる。厳正な改革が進められていき、生徒会長アメリの右腕ウエスタンに認められるようになった。そして最後はグルッペンの言葉により我々師団に入団した。サブノックの背中を登る「サブロー登り」を登りきり、他人の背中に登る癖がついてしまった。ラッダァ先生に目をつけられている（ストイック過ぎるのが気がかりらしい）。バルバトス・バチコが大好き。童貞。
家系能力は「天の声（ナレーション）」。指定した相手の脳内に直接声を響かせることができる（送れる人数や距離は使用者の魔力に比例する。尚、相手からの返信は不可能）。応用として自分が出したものであれば楽器の音も響かせることができる。

### 我々師団
グルッペン・フューラー
位階：不明 / 使い魔：グルチェスター（キラー・イーグル）
悪魔学校3年生。争いが大好きな我々師団の団長。混沌と破壊を好む。身体が大きいため、ペイントに同じく体が大きいサブノック・サブロと勘違いされた。「新・我々師団」を立ち上げ、エーミール、チャバンちゃんと共に我々師団と離反した形で活動している。
家系能力は「疑心暗鬼」。他者に対する憎悪の感情を増幅させることで闘争心を開放し、自他問わず暴力的闘争を発生させる。憎悪などの感情を喰らうシャオロンには効かなかった。
イロニー・ショッピ
位階：不明 / 使い魔：ピコ（念子）
悪魔学校2年生。D組。我々師団の一員。隙があれば寝て我々師団に来た依頼を後輩たちに押しつける極度のめんどくさがりだが、一度興味を示すとどっぷりハマる面もある。金遣いが荒い。ある日、我々師団に迷い込んだ念子を成り行きで世話することになり、最初は面倒くさがっていたが、自分に懐いてくれる念子を気に入り、「ピコ」（ショッ「ピ」のネ「コ」）と名付けて世話をする。しかし、ピコが育ちすぎて巨大になり、師団室に入らなくなったため、やむを得ず洞窟を仮住まいにした。翌日、悪魔学校の庭園に現れた巨大念子のケットシーがピコの母親であることが判明し、別れを嘆くピコに使い魔として召喚すると約束をする。
家系能力は魔具操作（ハッキング）。あらゆる魔具の遠隔操作ができる。ただし、所有者の強さや魔具の構造によっては操作が難しく、後処理をしないと痕跡が残るなど無条件で使える能力ではない。
ガオナァ・チーノ
位階：ベト（2）/ 使い魔：ペペロン
悪魔学校2年生。D組。我々師団の一員。相手の位階によって媚びる腹黒な悪魔。胡散臭いと評されるが、口がとても上手く下手に出て相手を油断させる。詐欺師の家系であり、自分に野望がないことで悩んでいたが「グルッペンのような強そうな悪魔をだましたい」という野望を持ち我々師団に入った経緯を持つ。使い魔のペペロンはミミズクのような見た目をしている。家系能力は能力詐欺（なりすまし）。 仲良くなった相手の家系魔術を１度だけ使用できる。ただし、見たことがある必要があり、効果も大幅に落ちる。
オリオン・M・エーミール（オリオン・マンダーラー・エーミール）
位階：不明 / 使い魔：マチサバトマチキタル（スプリンターホース）
悪魔学校3年生。新・我々師団の刺客として我々師団の前に姿を現した「叡智を司る悪魔」。現在は敵でありながらも、旧我々師団に放課後魔術講座を開いている。結婚願望がある。「サバトマスター（笑）」の異名を持つ。
家系能力は「情報の交差点」。歴代オリオン・M家の悪魔たちが習得した全ての魔術が記載された書物を自在に取り出せる。だが毎回魔術は失敗し、バナビス（バナナとデビスコ）が出てきて、旧我々師団に「バナナデビスコお配りおじさん」と呼ばれるようになった。気弱な性格だが、サバトでしゃお子（女装したシャオロン）を助けるため、進んで前にでた。
シャマーナ・コネシマ（パトロン）
位階：不明 / 使い魔：不明
悪魔学校3年生。新・我々師団の一員。金持ちで謎の多い悪魔。海賊編では旧我々師団のゾムに船を貸した。
家系能力は超主体的能力（ハイパーインディペンデント・アビリティ）。光弾に当たった者の家系能力を一時的に封じる事が出来る。
かねてよりシャオロンとウツと関係があった。

### D組
シャオロン、ウツ、トントン、ゾムに関しては「#主要人物」を参照
アラタ
位階：不明 / 使い魔：不明
額が出ている男子。陽気でイトイとエロゲーの貸し借りをしていた。ジャズに憧れがある。
音楽祭では演出チーム。本番ではサクソフォーンを演奏した。
イトイ
位階：不明 / 使い魔：不明
細目の男子。ちょっとオタク。
音楽祭では演出チーム。本番ではオルガンを演奏した。
ウルト
人狼の男子。しっかり者。
音楽祭ではサブキーパー（SKP）兼ノンプレイヤーキャラクター（NPC）。本番ではウツロの弟を演じた。
ギョロル
位階：不明 / 使い魔：不明
一つ目の男子。ツッコミ役。期末テスト前に、ソーダと一緒にシャオロンを絶叫広間に誘っていた。
音楽祭ではPL。音楽祭ではソディアのSD、ギョルニルを演じた。
ジュースケ
位階：不明 / 使い魔：不明
小柄で角が1つの男子。主役になりたい願望がありシャオロン達我々師団に憧れがあった。
音楽祭ではPL。ゾルムの弟子、ジュノーを演じる。
ソーダ
位階：不明 / 使い魔：不明
おしゃべりな男子生徒。
音楽祭ではPL。新進気鋭のルポライター、ソディアを演じる。
ニコ
位階：不明 / 使い魔：不明
長身の女子。クールで悪魔塚に憧れがある。
音楽祭ではPL。苦労性な下級貴族、ニコラウスを演じる。
ネネリ
位階：不明 / 使い魔：不明
小柄で髪を両脇に束ねた女子。ほがらかで笑顔が多い。
音楽祭ではPL。異形愛者、カーネリアンを演じる。
ノル
位階：不明 / 使い魔：不明
前髪を切りそろえた男子。物静か。
音楽祭ではシナリオ制作担当。本番では鎮魂歌が書かれた手帳を持っている死体役をした。
ヒネク
位階：不明 / 使い魔：不明
目元が前髪で隠れた男子。ネクラ。
音楽祭では演出チーム。本番ではフルートを演奏した。
ファム
位階：不明 / 使い魔：不明
大柄で毛むくじゃらの姿をした男子。気弱で誰かの後ろにいることもある。
音楽祭では演出チーム。本番ではバイオリンを演奏した。
マルマル
位階：不明 / 使い魔：不明
小柄で丸い体格の女子。マイペースで表情が常に変わらない。
音楽祭では演出チーム。本番ではドラムを演奏した。

### ゲストキャラクター
ラッダァ
位階：不明 / 使い魔：不明
悪魔学校非常勤講師。アスレチック師団顧問。常に血まみれで無表情の笑顔を浮かべる不気味な悪魔。ゾムを執拗にアスレチック師団へ勧誘する（ロボロや問題児クラスの悪魔にも目をつけているらしい）。
生徒たちからはよく妻との関係でイジられており、人気がある。
ペイント
位階：不明 / 使い魔：不明
悪魔学校2年生。日常師団に所属する声の大きな悪魔。あまりに声が大きいので高周波阻害マスクを着用することが多々。運動不足なため体力はシャオロンに劣る。弟分であるロボロの師団を探しに我々師団を訪れた。
トート・シニガミュ
位階：不明 / 使い魔：不明
悪魔学校2年生。日常師団に所属する美悪魔。渾名はシニー。ペイントの大きな声で気絶したシャオロンを看てくれたことで我々師団と関わりを持つ。女子のような容姿と声をしているが、れっきとした男子である。ロボロとチーノで勝手に作ったシニー姉さん大好き師団（仮）も存在する。ピクトのファンらしい。
トラゾー
位階：不明 / 使い魔：不明
悪魔学校2年生。戦場経験者。日常師団に所属する悪魔であり、悪周期に入ったロボロの一件にて登場。
ピクト
位階：不明 / 使い魔：不明
悪魔学校2年生。D組。新・我々師団の刺客としてウツの元へやってきたイケメン悪魔。ショッピ、チーノと同じクラス。
ウツをオタクくんと呼称するが実際は本人もオタクであることを隠していた。
ナカム
位階：不明 / 使い魔：不明
悪魔学校1年生。1年生6名で活動中の白尾師団（非公認師団）に所属している。おもしろい企画を考えるのが得意で収穫祭の妨害案を新・我々師団に提供し実践した。やらかし上手故に収穫祭でもやらかし白尾師団をバラバラにしてしまった。収穫祭での計画案を出しに新我々師団に引かれた。
シャークン
位階：不明 / 使い魔：不明
悪魔学校1年生。白尾師団に所属している戦闘中毒者。収穫祭ではゾムと共闘した。愛称はシャケ。
キリヤン
位階：不明 / 使い魔：不明
悪魔学校1年生。白尾師団に所属している。魔具制作が得意。愛称はやん。身長が高め。ネタ枠。
FB666（エフビースリーシックス）
位階：不明 / 使い魔：不明
悪魔学校の卒業生。魔界の大人気バンド、M.S.S Projectに所属している。ショルダーキーボード担当。
KIKKUN-MK-XI（キックンマークサーティーン）
位階：不明 / 使い魔：不明
悪魔学校の卒業生。魔界の大人気バンド、M.S.S Projectに所属している。ギター担当。

## 用語

### 悪魔学校バビルス関連

#### 師団（バトラ）
悪魔学校バビルスの生徒による団体活動。人間界の学校における所謂クラブ活動・部活に相当する。本来なら「ルーキーハント」と呼ばれる新入生勧誘よりも前の勧誘行為は厳禁だが、以下の師団は新入生勧誘を行っている。
我々師団
グルッペンが団長を務める非公認の師団。マスコットは邪悪な饅頭で、師団室は第三倉庫（使用禁止の張り紙が貼られている）。「魔界の支配を企む革命集団」を自称するが、学内では草むしりなどの雑務や生徒の悩み相談を解決してくれる組織と認識されている。新学期に入った時、グルッペンが「新・我々師団」を立ち上げ、シャオロンたちの「旧・我々師団」に宣戦布告した。
アスレチック師団
ラッダァが顧問を務める師団。学内の庭園には超本格的な特設フィールドがある。
「魔界アスレチック」は超危険なトラップの数々を潜り抜けながらタイムを競う過酷な競技。翼を使わずに己の手足だけで突破するため、怪我人が絶えないらしい。部員でラッダァに追いつける悪魔はおらず、ゾムとも引き分けに終わった。
日常（にちじょう）師団
日常を面白おかしく！をモットーに悪魔学校にサプライズをお届けするエンターテインメント集団である！
我々師団とやっていることはあまり変わらない。団員はペイント、シニガミュ、トラゾーの他にもう1人描かれている。
白尾（はくび）師団
ゲームやイベントの企画をして悪魔学校の皆に楽しんでもらう為に1年生6人で活動している非公認師団。収穫祭では妨害チームと収穫チームに別れて行動し、新我々師団の刺客としてシャオロン達の前に現れた。

#### 最終評定
悪魔学校バビルスにて年度末に行われる審査。生徒の位階が見合ったものかどうかを1年間の成績や試験の内容から総合的に判断する。ここで特別補習を受けることもあり、結果によっては位階が昇級する。

## 書誌情報
- 西修（原案） / 津田沼篤（作画） / コネシマ（原作監修） 『魔界の主役は我々だ！』 秋田書店〈少年チャンピオン・コミックス〉、全22巻
  1. 2020年6月8日発売[18]、ISBN 978-4-253-22268-6
  2. 2020年9月8日発売[19]、ISBN 978-4-253-22269-3
  3. 2020年12月8日発売[20]、ISBN 978-4-253-22270-9
  4. 2021年3月8日発売[21]、ISBN 978-4-253-22273-0
  5. 2021年4月8日発売[22]、ISBN 978-4-253-22274-7
  6. 2021年8月6日発売[23]、ISBN 978-4-253-22275-4
  7. 2021年11月8日発売[24]、ISBN 978-4-253-22278-5
  8. 2022年1月7日発売[25]、ISBN 978-4-253-22429-1
  9. 2022年4月7日発売[26]、ISBN 978-4-253-22430-7
  10. 2022年8月8日発売[27]、ISBN 978-4-253-22432-1
  11. 2022年10月6日発売[28]、ISBN 978-4-253-22434-5
  12. 2022年12月8日発売[29]、ISBN 978-4-253-22435-2
  13. 2023年3月8日発売[30]、ISBN 978-4-253-28383-0
  14. 2023年6月8日発売[31]、ISBN 978-4-253-28384-7
  15. 2023年9月7日発売[32]、ISBN 978-4-253-28385-4
  16. 2023年12月7日発売[33]、ISBN 978-4-253-28386-1
  17. 2024年2月7日発売[34]、ISBN 978-4-253-28387-8
  18. 2024年6月7日発売[35]、ISBN 978-4-253-28388-5
  19. 2024年9月6日発売[36]、ISBN 978-4-253-28389-2
  20. 2024年12月6日発売[37]、ISBN 978-4-253-28390-8
  21. 2025年2月7日発売[38]、ISBN 978-4-253-28391-5
  22. 2025年6月6日発売[4]、ISBN 978-4-253-28392-2

- 西修・○○の主役は我々だ！（監修）、津田沼篤（原作・挿絵・監修）、吉岡みつる（文）、SAKAE＆するば（カバー絵）『小説 魔界の主役は我々だ!』ポプラ社〈ポプラキミノベル〉、既刊1巻（2024年10月4日現在）
  1. 悪魔学校のシャオロン　2024年10月4日発売[39]、ISBN 978-4-591-18340-3